# Andromeda V
Andromeda V (And V) è una galassia nana sferoidale situata nell'omonima costellazione alla distanza di 2,52 milioni di anni luce dalla Terra.
È una galassia satellite della Galassia di Andromeda (M31) dalla quale dista circa 365.000 anni luce (112 kpc). Pertanto fa parte del Gruppo Locale.
Fu scoperta da T.E. Armandroff, J.E. Davies e G.H. Jacoby che nel 1998 pubblicarono la loro analisi della versione digitalizzata del "Second Palomar Sky Survey" (POSS-II).
And V ha un rapporto metallicità/luminosità superiore al valore medio delle galassie nane del Gruppo Locale.